# 溪州 (武周)
溪州，武周时设置的州。
天授二年（691年）分辰州置，治所在大乡县（今湖南省永顺县东南）。下辖大乡县、三亭县（今湖南省龙山县隆头镇）、洛浦县（704年改属锦州，今湖南省吉首市旋潭村）。辖境相当今湖南省永顺、保靖、古丈、龙山等县地。天宝、至德年间溪州一度改为灵溪郡。五代十国时，属马楚。宋朝时，分置上、中、下三溪州。元朝初年，废。五代以后，彭氏世有其地。五代晋天福五年（940年），楚王馬希範以铜五千斤铸铜柱，高丈二尺，入地六尺，上镌《复溪州铜柱记》二千余字，立于溪州。此后柱屡被移动，今犹在永顺县南王村花果山上。
唐朝溪州刺史
- 窦孝诚（武周时）
- 薛舒（760年、761年）
- 魏从琚（797年之前）
- 田英（836年—837年）
- 王抟（900年）
- 薛昭纬（天复年间）
- 彭士憗（唐末）